# فيروس رنا مفرد السلسلة سالب الاتجاه

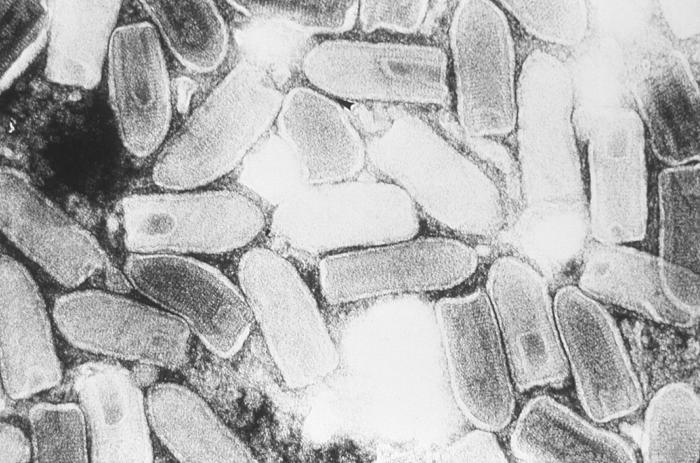

فيروس رنا مفرد السلسلة سالب الاتجاه (بالإنجليزية: Negative-sense single-stranded RNA virus)، هو فيروس تتألف مادته الوراثية من حمض نووي ريبوزي مفرد السلسلة سالب الاتجاه. تُصنَّف فيروسات الحمض النووي الريبي مفردة السلسلة بأنها إيجابية أو سلبية اعتمادًا على قطبية الحمض النووي الريبوزي. يُكَمِّل الحمض النووي الريبوزي الفيروسي السلبي الحمض النووي الريبوزي الرسول، ولكن يجب قبل ترجمته تحويله إلى حمض نووي ريبوزي سلبي عن طريق بوليميراز الحمض النووي الريبوزي. لذلك، لا يكون الحمض النووي الريبوزي النقي لفيروس سالب الاتجاه معديًا في حد ذاته، لأنه يحتاج إلى التحول إلى حمض نووي ريبوزي إيجابي الاتجاه كي تتم عملية التضاعف. تنتمي هذه الفيروسات إلى المجموعة الخامسة وفقًا لتصنيف بالتيمور.
بالإضافة إلى ذلك، تملك فيروسات الحمض النووي الريبوزي مفردة السلسلة سالبة الاتجاه تسلسلات جينومية معقدة ودورات خلية وعادات تضاعف تستخدم معقدات بروتينية مختلفة لتُنظِّم وتُنفِّذ العمليات اللازمة لبقائها باستنساخ تسلسلها الوراثي. يكمن تعقيد فيروسات الحمض النووي الريبوزي مفردة السلسلة سالبة الاتجاه في قدرتها على كبت الاستجابة المناعية الفطرية للخلايا التي تصيبها وفي تشكيل غلاف يحيط بها يدعى القفيصة، وذلك يختلف بحسب نوع فيروسات الحمض النووي الريبوزي أحادية السلسلة سلبية الاتجاه.

## التضاعف
تحتاج فيروسات الحمض النووي الريبوزي مفردة السلسلة سالبة الاتجاه إلى بوليميراز حمض نووي ريبوزي لتكوين حمض نووي ريبوزي موجب الاتجاه. يعمل الحمض النووي الريبوزي موجب الاتجاه بمثابة حمض نووي ريبوزي فيروسي رسول يُترجم إلى بروتينات لإنتاج مواد فيروسية جديدة. وكلما أُنتِجَت فيريونات جديدة، زاد عدد فيروسات الحمض النووي الريبوزي مفردة السلسلة سالبة الاتجاه.
بمزيد من التفاصيل، يتألف تضاعف الفيريون من الخطوات التالية:
1. يدخل فيريون الخلية المضيفة ويطلق حمضه النووي الريبوزي السلبي في السيتوبلازم.
2. يستخدم الفيروس النسخة طبق الأصل من الحمض النووي الريبوزي الخاصة به أو بوليميراز الحمض النووي الريبوزي المعتمد على الحمض النووي الريبوزي، لتشكيل سلاسل قالب حمض نووي ريبوزي موجب الاتجاه من خلال اقتران الأسس المتكاملة.
3. يعمل الحمض النووي الريبوزي موجب الاتجاه كحمض نووي ريبوزي رسول؛ ليُترجم إلى البروتينات الهيكلية للقُسَيم القفيصي ولبوليميراز الحمض النووي الريبوزي الفيروسي بواسطة ريبوسومات الخلية المضيفة.
4. تشكل المعقد التضاعفي بوجود بوليميراز الحمض النووي الريبوزي: يمكن أن تعمل السلاسل الموجبة كحمض نووي ريبوزي رسول لإنتاج المزيد من البروتينات أو كقالب لتشكيل المزيد من سلاسل الحمض النووي الريبوزي سالب الاتجاه.
5. تتشكل القفيصات الفيروسية الجديدة من بروتينات القسيمات القفيصية. تتحد سلاسل الحمض النووي الريبوزي سالبة الاتجاه مع القفيصات وبوليميراز الحمض النووي الريبوزي الفيروسي لتكوين فيريونات حمض نووي ريبوزي سالبة جديدة.
6. بعد تركيب ونضوج القفيصات، تخرج الفيريونات الجديدة من الخلية عن طريق التبرعم أو عبر حل غشاء الخلية لإصابة الخلايا الأخرى.

يتراوح حجم جينوم فيروسات الحمض النووي الريبوزي السلبي بين 10 و30 كيلو قاعدي. يمكن تمييز مجموعتين فرعيتين للجينوم وهما: مجموعة مجزأة ومجموعة غير مجزأة. يُوصَف ذلك على النحو الآتي:
- في فيروسات المجموعة المجزأة: يحدث التضاعف في النواة حيث ينتج بوليميراز الحمض النووي الريبوزي سلسلة حمض نووي ريبوزي رسول أحادي المقارين من كل جزء من الجينوم. ويعتبر موقع التضاعف الفرق الرئيسي بين النوعين.
- في فيروسات المجموعة غير المجزأة: تحدث الخطوة الأولى للتضاعف عبر نسخ السلسلة السالبة اعتمادًا على بوليميراز الحمض النووي الريبوزي لتكوين حمض نووي ريبوزي رسول أحادي المقارين الذي يرمز بروتينات الفيروس الواحد. تتشكل نسخة مفردة السلسلة موجبة الاتجاه لتكون بمثابة قالب يمكن عبره إنتاج الجينوم السلبي. يحدث هذا التضاعف في السيتوبلازم.